# 魔法書
魔法書（英語：Grimoire）指在中世紀後期到十八世紀期間，描述關於魔法的條列和實作的魔导書籍。內容有包含相關於占星學的知識、也有條列天使及惡魔的名單、使用符咒和咒語的方法，用以製做藥物及護身符、召喚像是惡魔一類的超自然现象存在實體。任何有關於魔法的書（尤其是寫關於咒語）也都可以被稱為魔法書。
许多魔法书都重点阐述了卡巴拉、犹太教神秘哲学的魔法和占星术知识。也有许多人称，魔法书中很多内容都来自《圣经》中的所罗门国王的相关作品。一些著名的魔法书有《所罗门的钥匙》、《所罗门的小钥匙》、《阿巴太尔魔法》、《七日谈》、《洪诺流的魔法书》、《黑色小母鸡》、《万事通占卜家鲁道夫》、《神圣的魔法》等。